# Michel Voisin (résistant)
Pour les articles homonymes, voir Voisin (homonymie).
Michel Jules Victor Voisin, né à Lille (Nord) le 15 septembre 1920, et décédé à Sceaux (alors Seine, aujourd’hui Hauts-de-Seine) le 7 juin 1945, est un normalien, membre de la Résistance intérieure française pendant la Seconde Guerre mondiale.

## Biographie
Michel Voisin, fils du professeur Eugène Voisin, fait ses études au lycée Saint-Louis. Reçu en 1942 à l'École normale supérieure, où il a comme professeur Alfred Kastler, futur Prix Nobel, il y est remarqué par une intelligence et un esprit de recherche particulièrement développés[non neutre]. Il était déjà entré en Résistance à la fin de 1940 et rédige des articles dans un journal publié par la résistance, sous le pseudonyme de Louis Mathurin. Il organise et développe plusieurs groupes armés de lutte contre l'occupant, ravitaille des réfractaires et permet à des milliers de jeunes d'échapper au Service du travail obligatoire (STO). Il paie de sa personne dans des coups de main audacieux et s'impose à ses camarades par sa personnalité et ses qualités de caractère[non neutre]. Il coordonne et utilise ses groupes dans la banlieue sud de Paris, qui contribueront à la Libération à faciliter la progression de la 2e division blindée vers la capitale.
Michel Voisin est arrêté le 9 juin 1944 à la Schola Cantorum de Paris, puis incarcéré à la prison de Fresnes et ensuite déporté pour des faits de résistance à Buchenwald (matricule 81.485) dans le convoi du 18 août 1944 au départ de Compiègne. Dès la nouvelle de sa libération en 1945, il est nommé conseiller municipal de Sceaux. Arrivé épuisé le 29 avril 1945, il meurt cinq semaines après d'une maladie contractée à Buchenwald. Il repose à Sceaux, où une rue porte son nom.

## Postérité
Un décret signé par Georges Bidault rappelle l'action héroïque du jeune Résistant, le cite en exemple pour les services rendus à la cause française au sein des Forces françaises de l'intérieur (FFI) et lui décerne à titre posthume la Légion d'honneur et la Croix de guerre avec palme.
En 1948, des camarades d'école, des amis, des professeurs, des Résistants avec qui il avait agi, des survivants de captivité, ont publié un recueil de témoignages sur Michel Voisin.

## Décorations
- Chevalier de la Légion d'honneur à titre posthume[7]
- Croix de guerre 1939–1945 avec palme
- Médaille de la Résistance française avec rosette (décret du 11 mars 1947)[8]

## Hommages
- Son nom figure sur une des deux plaques commémoratives de l'École Normale Supérieure[9] ;
- Son nom figure sur le monument aux morts de la ville de Sceaux[10] ;
- À Sceaux, une rue et une infrastructure sportive et de loisirs, l'Espace Michel Voisin, portent son nom ;
- Un vitrail placé dans la chapelle Notre-Dame-des-Dunes à Merville-Franceville-Plage rappelle son souvenir[11].